# Vexil·lologia

Bandera de la Federació Internacional d'Associacions Vexil·lològigues.

La vexil·lologia (del llatí vexillum, 'bandera', i el grec logos, 'coneixement') és la ciència que es dedica a l'estudi de les banderes. És una disciplina auxiliar de la història, encara que avui dia s'entén també la seva rellevància com a part de la semiòtica. Una persona dedicada a aquesta activitat és un «vexil·lòleg».
L'estudi de les banderes abasta tots els aspectes. Estudia la legislació de cada entitat, la simbologia, la història, les especificacions tècniques, les classificacions (per forma, colors, i d'altres) i molts altres aspectes menys rellevants.
Es tracta d'una ciència recent, desenvolupada principalment a partir de la segona meitat del segle xx, quan l'alemany Ottfried Neubecker va començar a denominar-la «Flaggenkunde». Però seria el nord-americà Whitney Smith, professor de Ciències Polítiques de la Universitat de Boston, que li donaria l'impuls definitiu encunyant el terme en anglès, «vexillology», l'any 1957, i publicant-lo en paper per primera vegada el 1958 a la revista The Arab World.
Cap als anys setanta van començar a fundar-se associacions de vexil·lologia arreu del món, entre les quals l'Associació Catalana de Vexil·lologia, fundada, entre d'altres, per Sebastià Herreros (que, a més a més, era president de la Sociedad Española de Vexilología), que va organitzar un dels congressos internacionals que tenen lloc cada dos anys (el XIV Congrés, de juny del 1991). L'Associació Catalana de Vexil·lologia (ACV) va ser la primera entitat vexil·lològica del món constituïda en un país sense estat, camí que després van seguir els bretons. Les associacions vexil·lològiques estan associades a la Federació Internacional d'Associacions Vexil·lològiques (FIAV), que organitza un congrés internacional cada dos anys.
En el passat, l'estudi de les banderes es considerava part de l'heràldica («estudi dels escuts d'armes o blasons»). En aquesta disciplina també hi ha societats nacionals i s'han celebrat congressos internacionals, però no existeix, fins al dia d'avui, un organisme internacional similar a la Federació Vexil·lològica.